# Calbor, Brașov
Calbor  (în dialectul săsesc Kaltbrannen, în germană Kaltbrunnen, Kaltenbrunnen, în maghiară Kálbor) este un sat în comuna Beclean din județul Brașov, Transilvania, România.

## Istorie
În anul 1733, când episcopul unit cu Roma, Inocențiu Micu-Klein a decis organizarea unui recensământ în Ardeal, în localitatea Calbor, trăiau 166 de familii, adică vreo 830 de suflete. În Calborul anului 1733, au fost recenzați trei preoți: Vaszilie (Vasile), Zaharie, greco-catolici și Mojszi, ortodox. În localitate funcționa o biserică, iar de pe fânețele parohiei se strângeau câte 6 care de fân, anual. Denumirea satului: Kálbor, precum și numele preoților erau redate cu ortografie maghiară, întrucât rezultatele conscripțiunii (recensământului) erau destinate unei comisii formate din neromâni, în majoritate unguri.

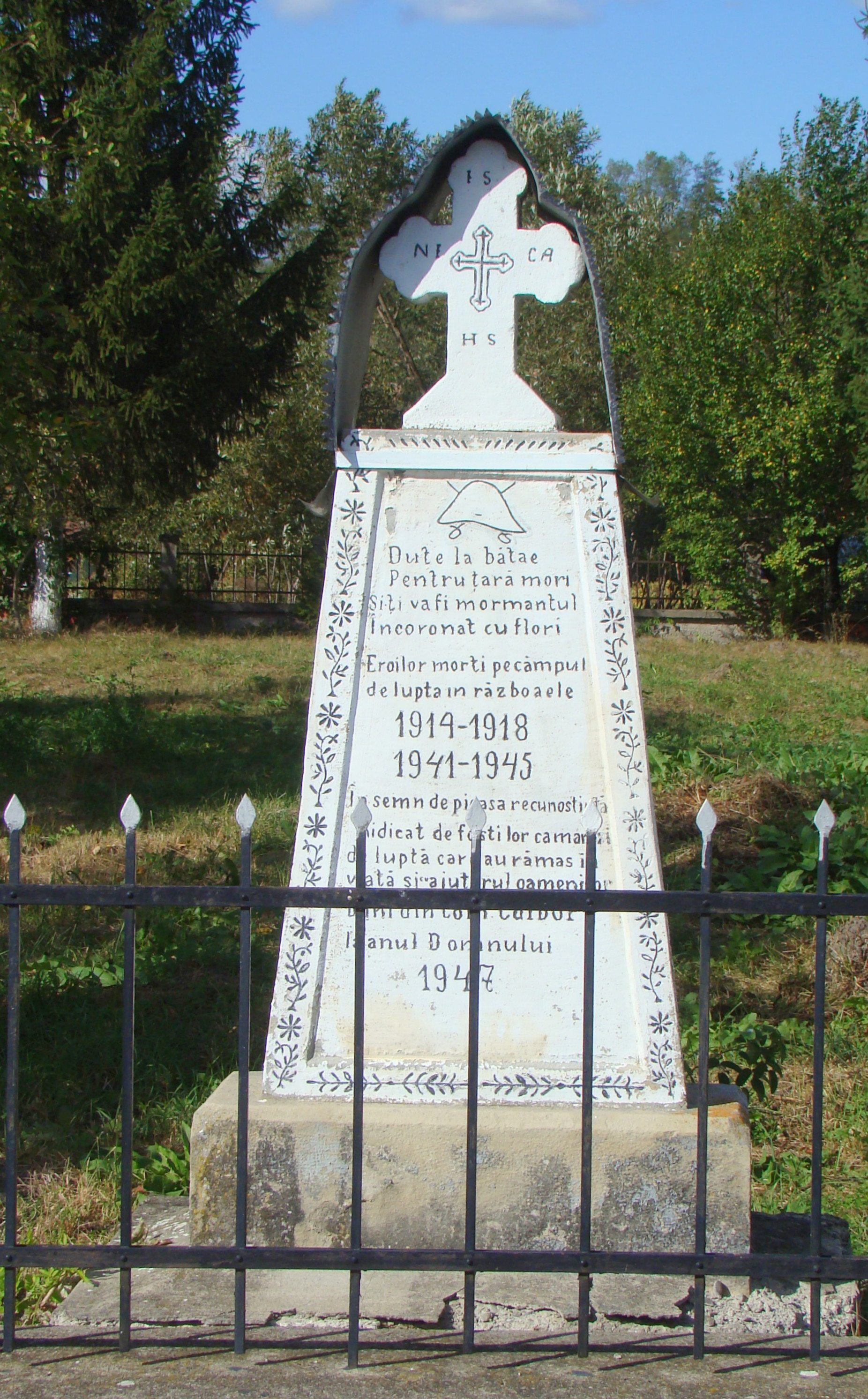

## Obiectiv memorial
Monumentul Eroilor Români din Primul și Al Doilea Război Mondial. Monumentul memorial cu cruce este amplasat în curtea Bisericii Ortodoxe din satul Calbor, fiind înălțat pentru cinstirea memoriei Eroilor Români căzuți în cele Două Războaie Mondiale. Acesta are o înălțime de 2,5 m și este realizat din piatră placată cu marmură, iar împrejmuirea este asigurată cu un gard din fier forjat. 

## Legături externe

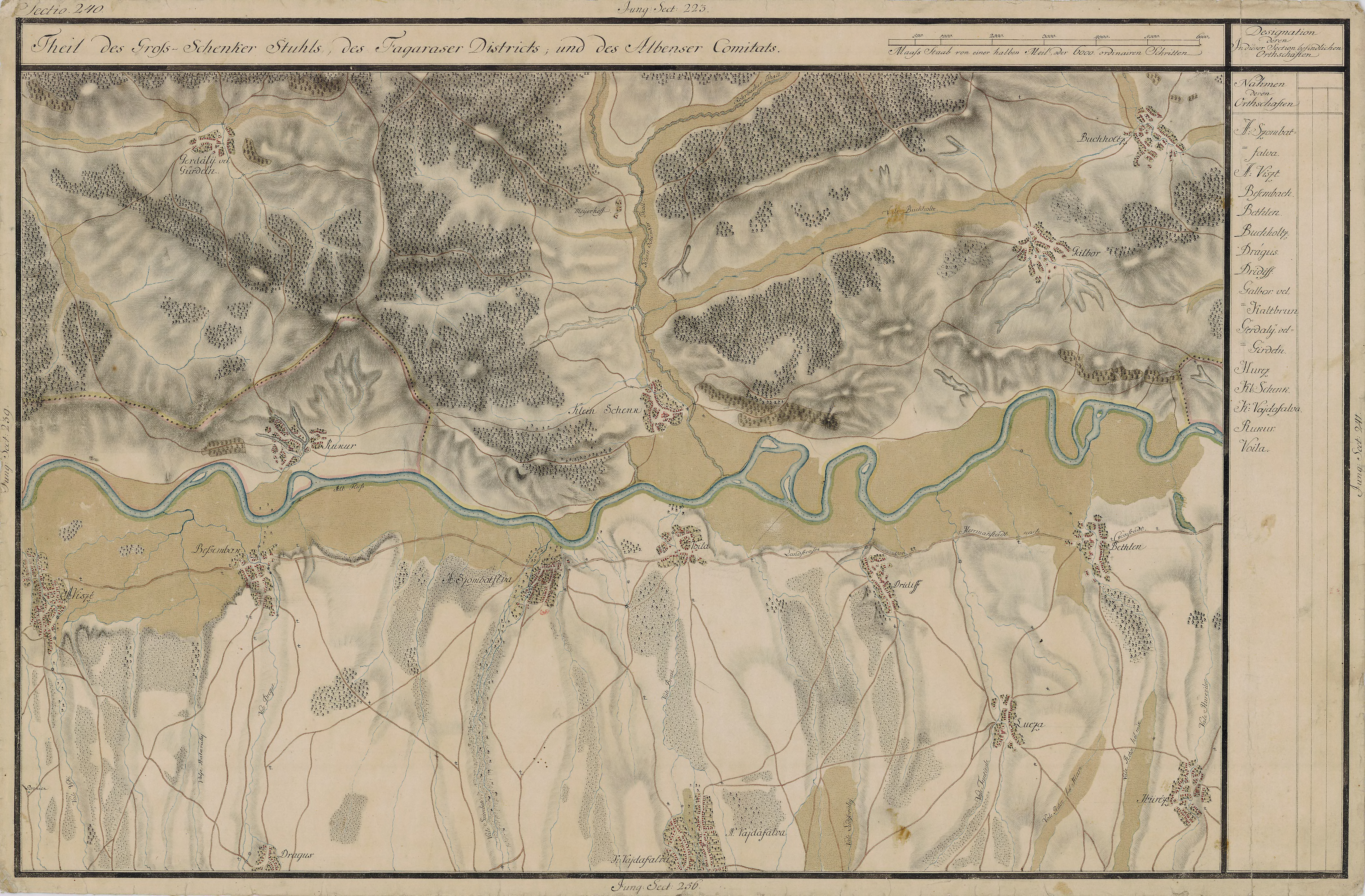
Calbor în Harta Iosefină a Transilvaniei, 1769-1773

## Vezi și
- Biserica Sfinții Arhangheli din Calbor
- Biserica Sfântul Nicolae din Calbor
- Pădurea de gorun și stejar de pe Dealul Purcărețului (sit de importanță comunitară inclus în rețeaua europeană Natura 2000 în România).

## Imagini

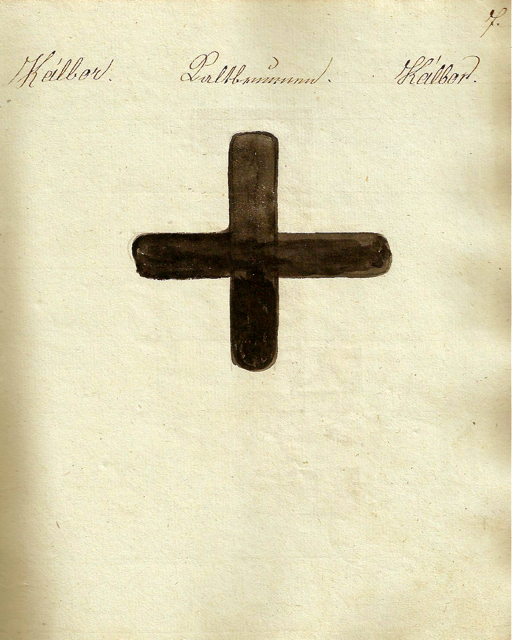
1826 - Danga pentru vite
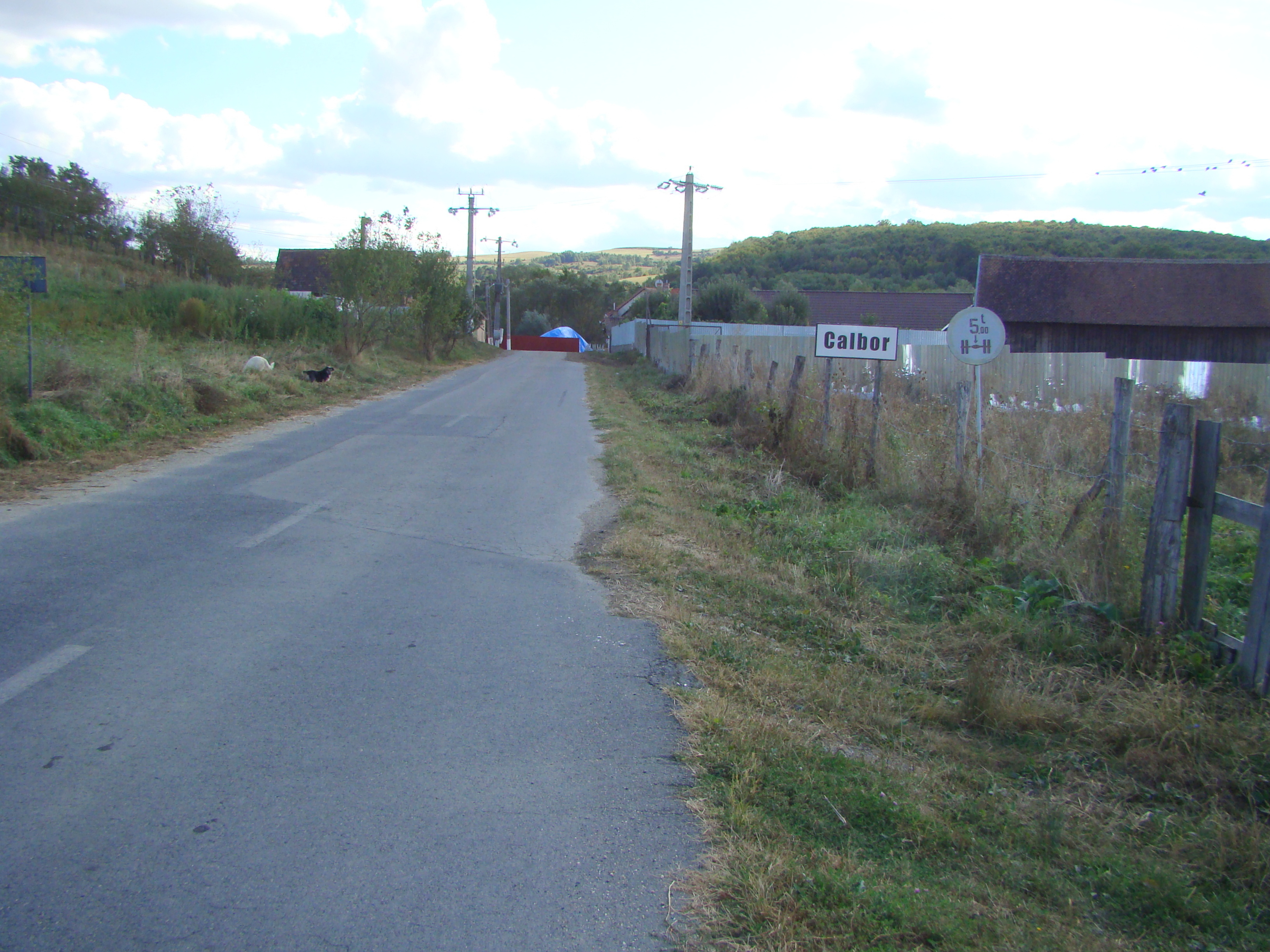
Intrarea în localitate
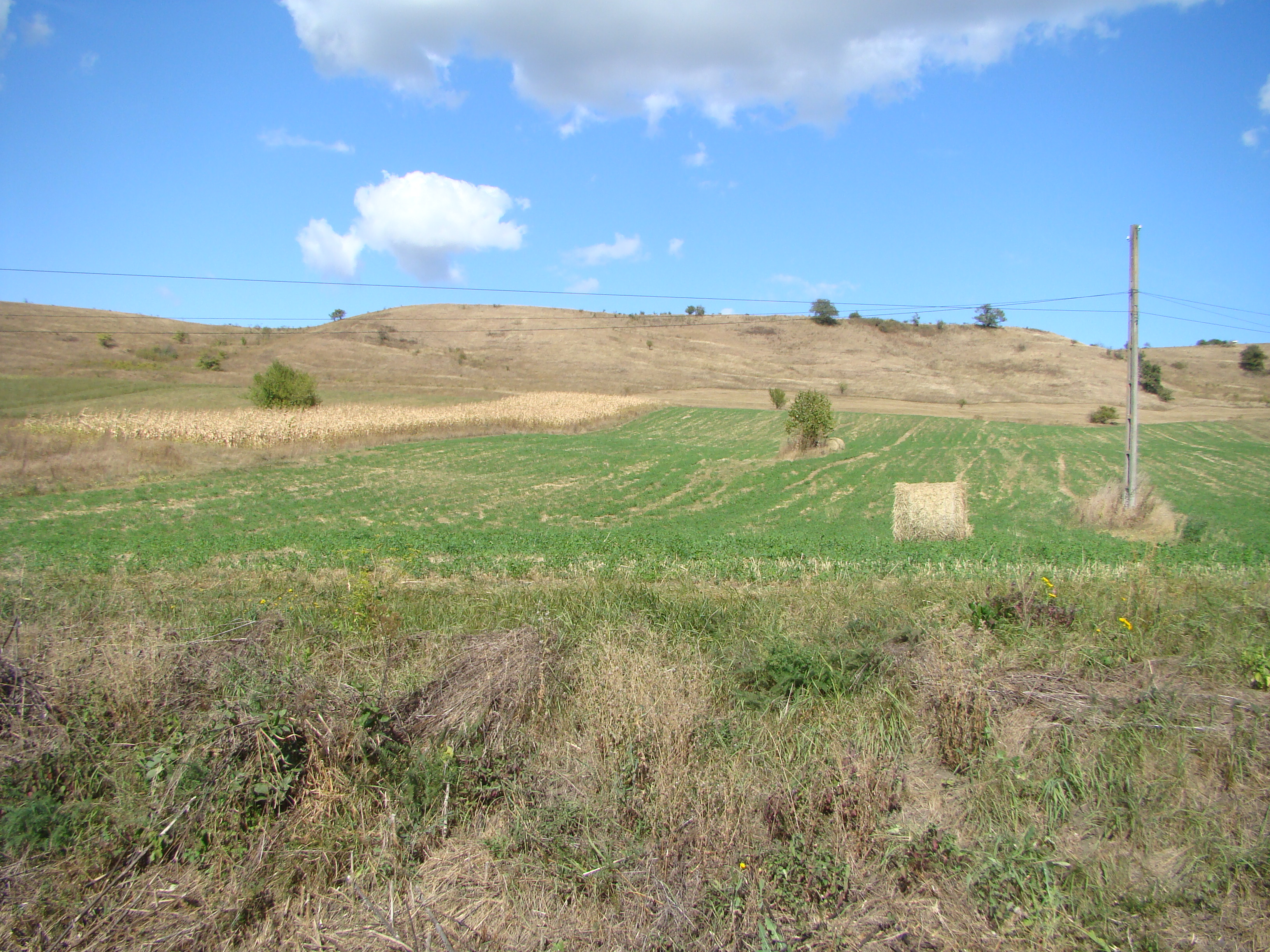
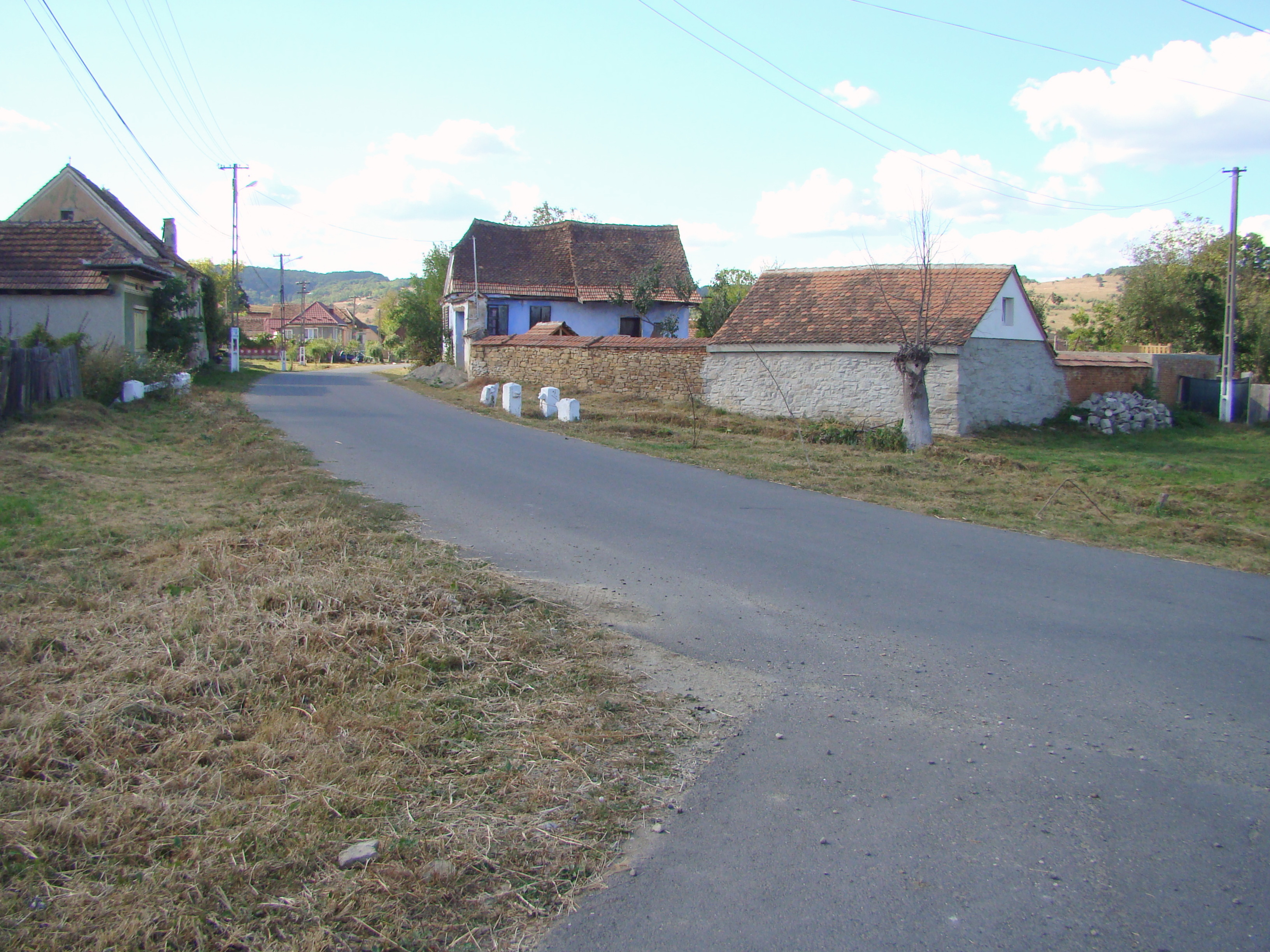
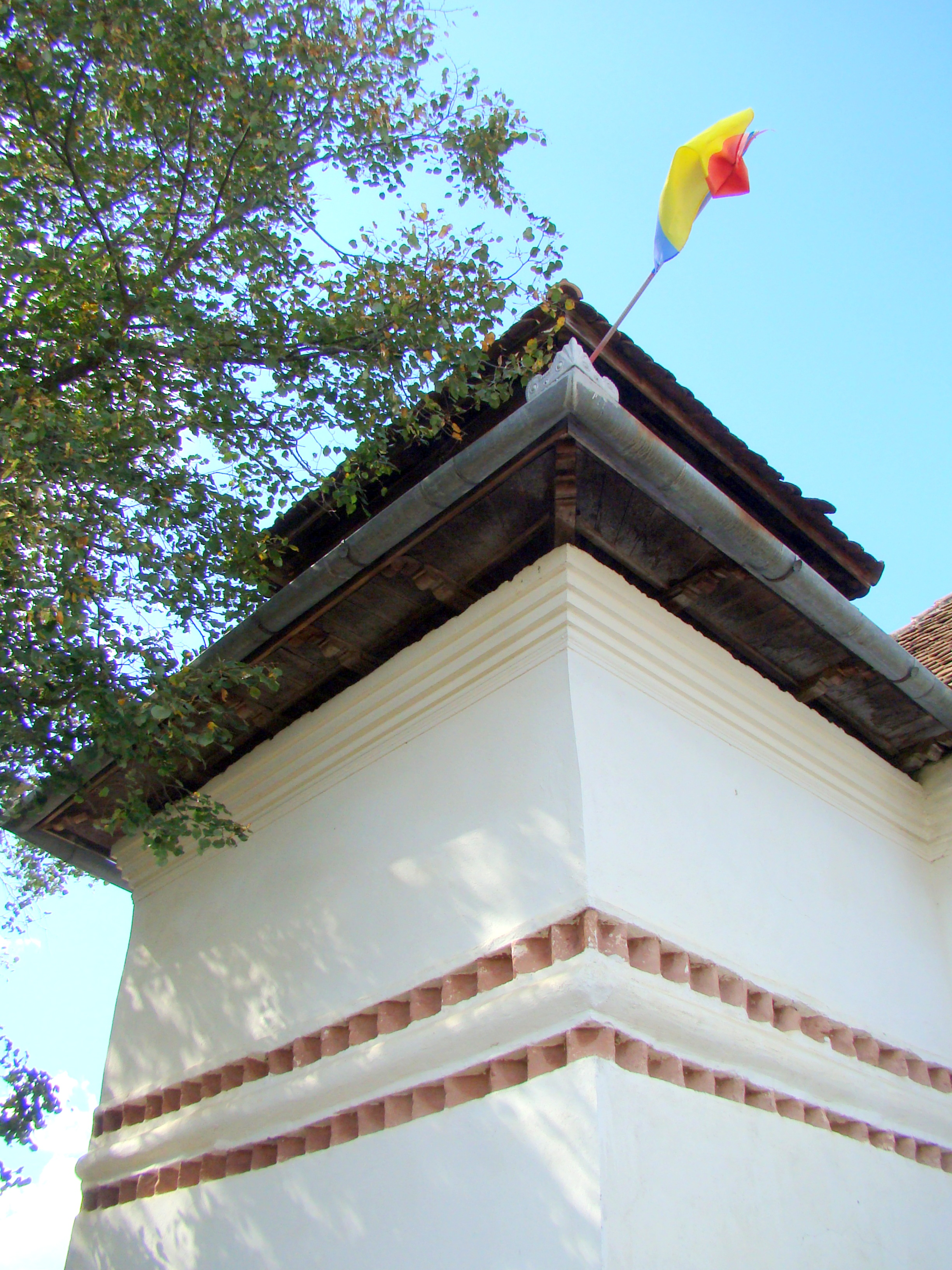
Turnul bisericii „Sfinţii Arhangheli”
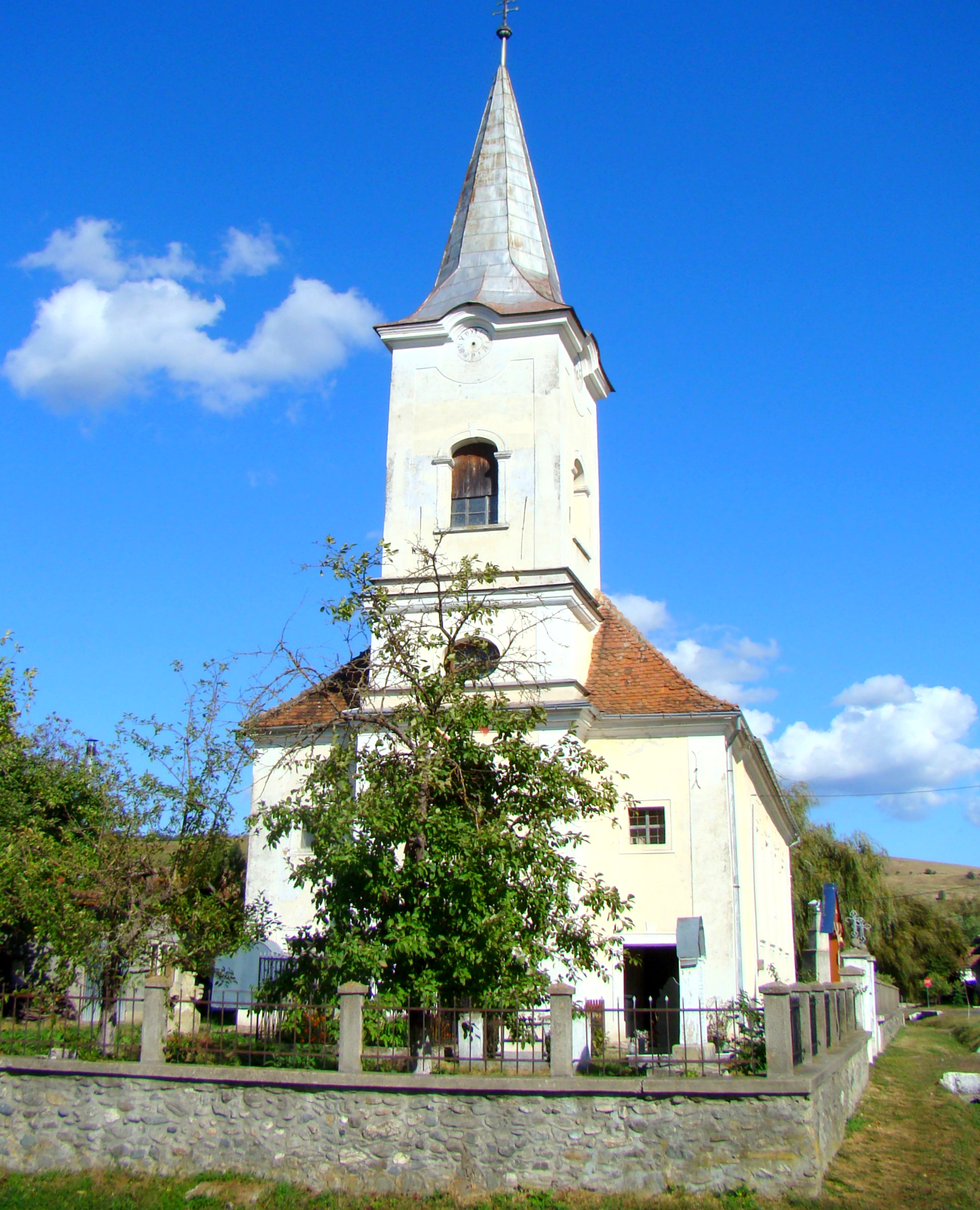
Biserica „Sfântul Ierarh Nicolae” (monument istoric)
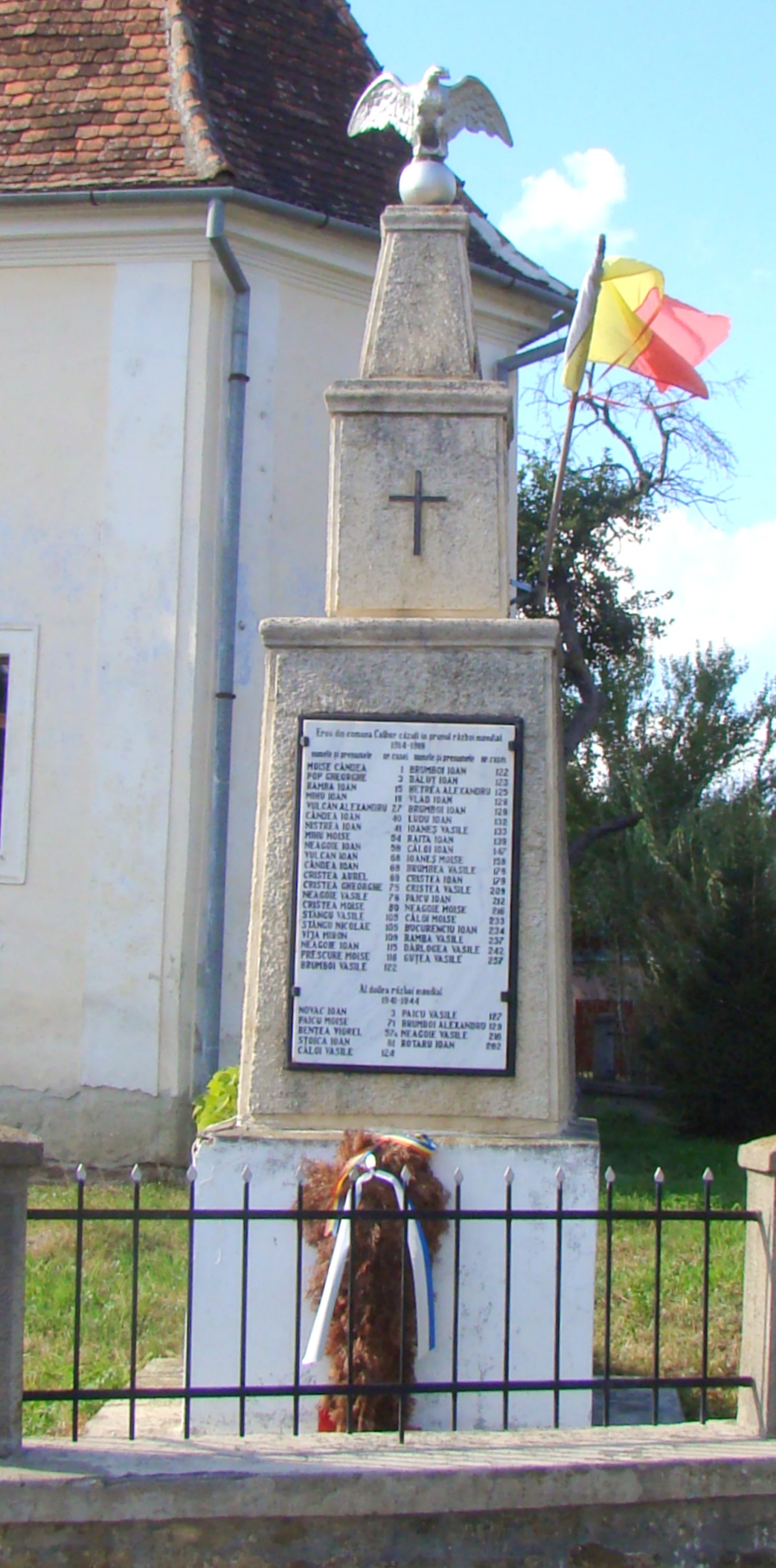
Monumentul eroilor
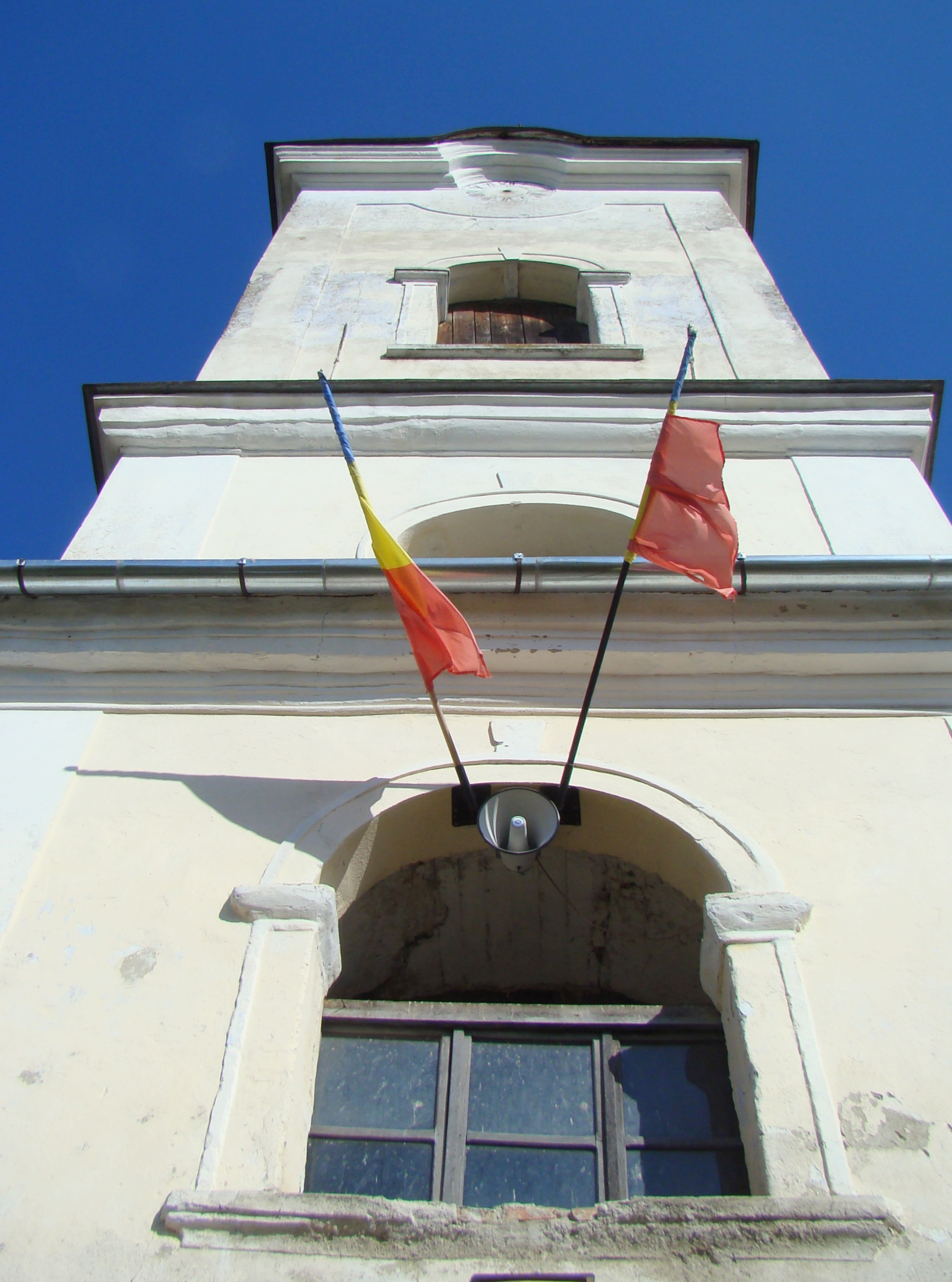
Turnul bisericii „Sfântul Ierarh Nicolae”
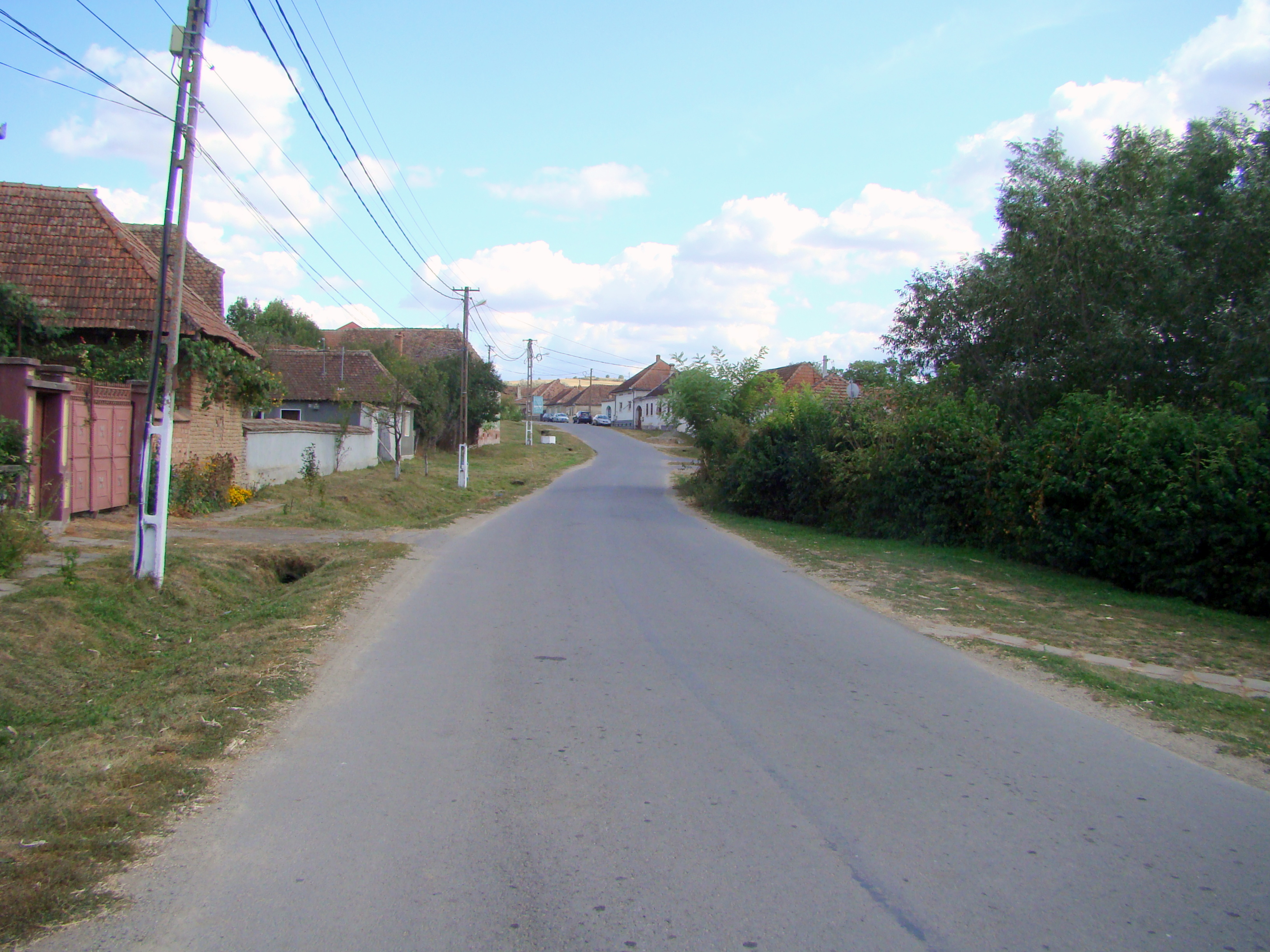
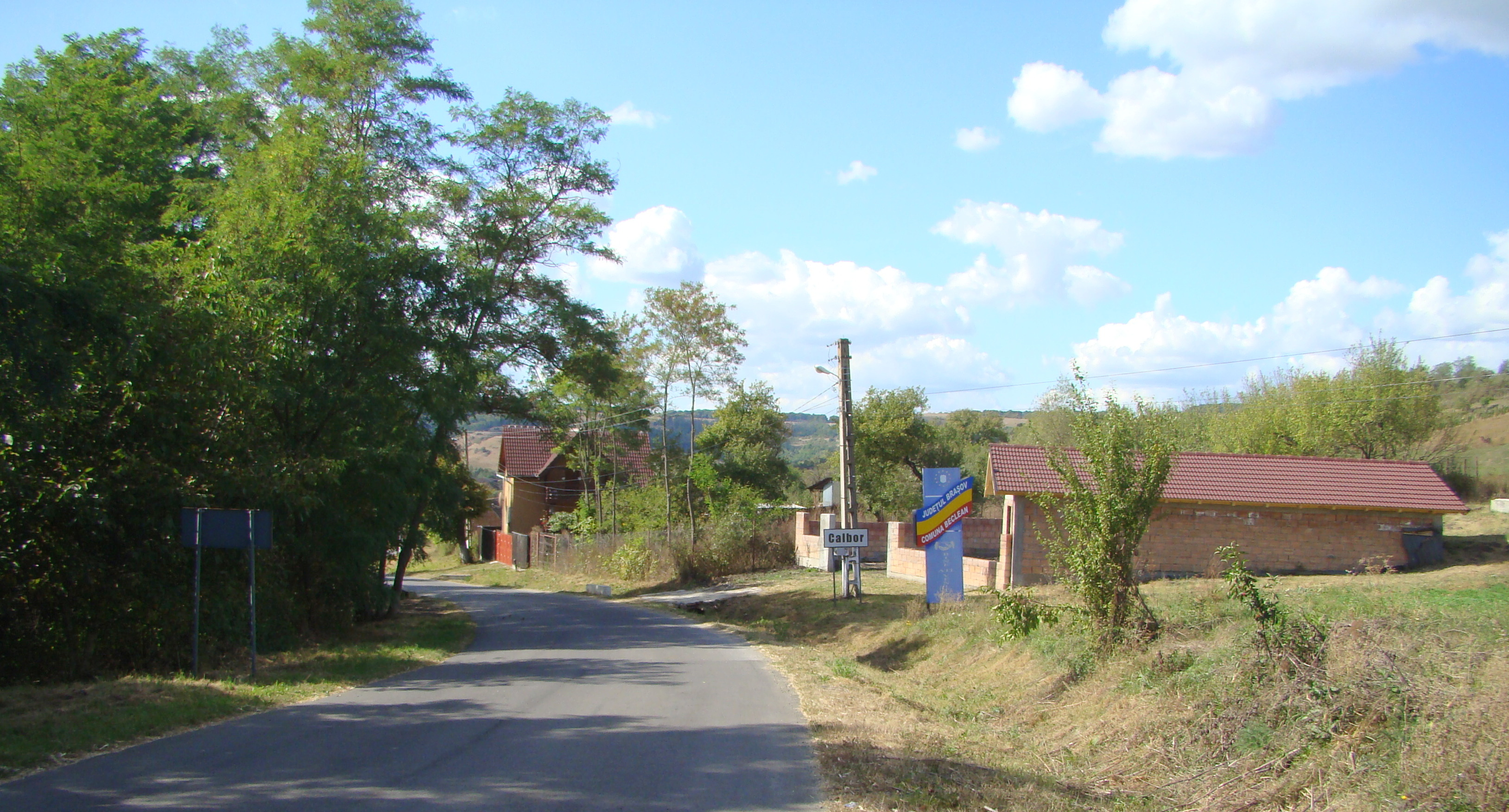